# أفونسو الرابع ملك البرتغال
أفونسو الرابع (بالبرتغالية: Afonso IV de Portugal‏)  (النطق البرتغالية:[ɐfõsu] ؛ 8 فبراير 1291 - 28 مايو 1357)، لقب أيضا بالشجاع (بالبرتغالية : o Bravo) كان ملك البرتغال والغرب من 1325 حتى وفاته، هو كان الابن الشرعي الوحيد للملك دينيس وزوجته إليزابيث من أراغون.

## النشأة
ولد أفونسو في لشبونة بحيث كان الوريث الشرعي لعرش البرتغالي ومع ذلك لم يكن الابن المفضل لـوالده الملك دينيس الذي كان يفضل ابنه غير الشرعي أفونسو سانشيز، أدى التنافس بين الإخوة إلى حرب أهلية لعدة مرات، وفي 7 يناير 1325 توفي والده وأصبح أفونسو ملكاً، وعندها نفى منافسه إلى قشتالة، جرد أفونسو شقيقه أفونسو سانشيز من جميع الأراضي وإقطاعيات التي اعطاها له والدهما، ومع ذلك أفونسو سانشيز لم يقف مكتوفة الايدى في قشتالة، بحيث أنه دبر سلسلة من المحاولات لاغتصاب التاج لنفسه، وبعد بضع محاولات الفاشلة في الغزو، وقعت معاهدة الصلح بين الإخوة مرتبة من قبل والدته الملكة إيزابيل .
في 1309 تزوج أفونسو الرابع من إنفانتا بياتريس ابنة سانشو الرابع ملك قشتالة وزوجته ماريا من مولينا وكان المولود الأول لهما هي انفانتا ماريا التي تزوجت لاحقاً من ألفونسو الحادي عشر ملك قشتالة عام 1328، على الرغم من زواج إلا أن زوجها سرعان ما أصبحت له عشيقة في العلن، عادت ماريا إلى والدها بعد وضعت لألفونسو الحادي عشر وريثه الشرعي في 1334، وقاد هذا إلى الإذلال العلني لابنته، أفونسو قام تزويج ولي عهده بيدرو من طليقة ألفونسو انفانتا كونستانس من بينيافييل، وأيضا أعلن ألفونسو الرابع حرباً ضد قشتالة، وصل الصلح بعد أربع سنوات، بعد تدخلت انفانتا ماريا بنفسها، بعد ذلك بعام تم التوقيع على معاهدة صلح في إشبيلية بحيث لعبت القوات البرتغالية دوراً هاماً في هزيمة المغاربة في معركة ريو سالادو في أكتوبر 1340.

## حياته في وقت اللاحق

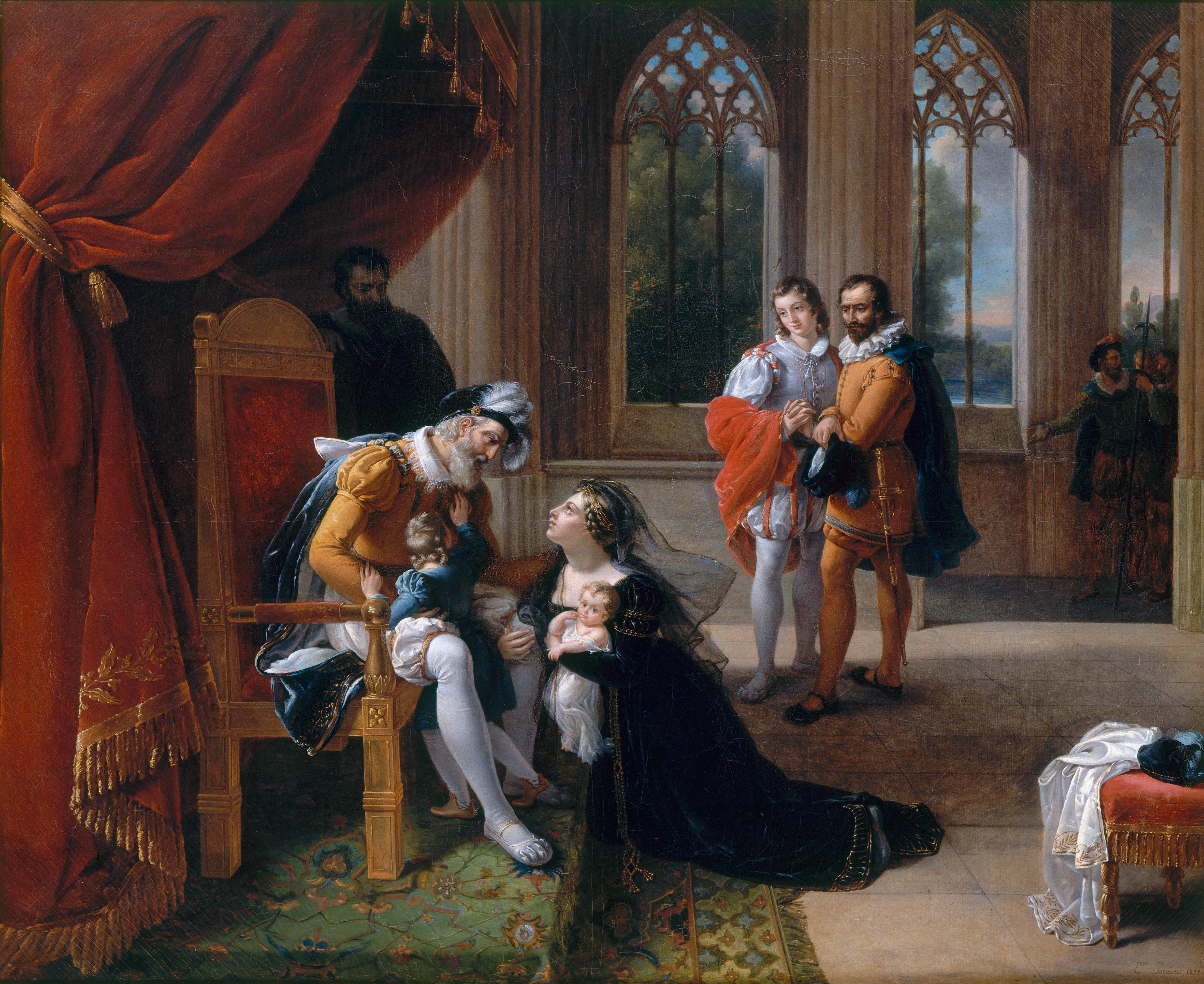
إينيس دي كاسترو جالسة على ركبيه إمام الملك

تميزت الجزء الأخير من عهد ألفونسو الرابع بالمكائد السياسية، فعلى الرغم من أن قشتالة مزقتها الحروب الأهلية بعد وفاة ألفونسو الحادي عشر بحيث أن إنريكي من تراستمارا تحدى الملك الجديد بيدرو ملك قشتالة وقام هذا الأخير بـ إرسال العديد من النبلاء القشتاليين إلى المنفى في البرتغال، وريث ألفونسو بيدرو وقع في الحب الخادمة زوجته إينيس دي كاسترو، كانت إينيس ابنة عائلة نبيلة هامة في غاليسيا، بحيث له صلات النسب و(إن كانت غير شرعي) مع البيوت المالكة في قشتالة والبرتغال، وأيضا كان أشقائها يدعمون فصيل تراستامارا، وأصبحوا مستشارون لولي العهد الأمير بيدرو، بحيث أصبح لهم تأثير كبير في البلاط البرتغالي، وعندما توفيت كونستانس من بينافيل بعد أسابيع من ولادة طفلها الثالث، بدأ بيدرو في إظهار علاقته مع إيناس علناً، اعترف بجميع أولادها منها كما أنه رفض فكرة الزواج من أي شخص آخر غير إيناس نفسها، والده تجنب الحرب مرة أخرى ضد قشتالة، أملاً أن الافتتان خليفته في النهاية، وحاول ترتيب زواج آخر لبيدرو.
أصبح الوضع أكثر سوءاً مع مرور السنين، وأفونسو أصبح في مرحلة الشيخوخة ومازال مسيطراً على بلاطته، حفيده فرناندو الشرعي ومستقبلاً (ملك البرتغال فرناندو الأول) كان طفلاً مريضاً، في حين الأطفال إيناس الغير شرعيين كانوا في أكمل صحة، الوضع حول حياة حفيده الشرعي والقوة المتزايدة لقشتالة داخل بلاط البرتغال أصبحت مقلقة، وأمر أفونسو أخيراً بـ سجن لإينيس دي كاسترو لأول مرة في دير قديم في كويمبرا وثم قتلها في 1355، توقع أفونسو من ابنه الاستسلام والزواج من الأميرة مرة أخرى، ولكنه الوريث أصبح غاضباً على قطع الرأس حبيبته أمام أطفالهم الصغار، ووضع بيدرو نفسه على رأس جيش وأدى إلى خراب البلاد بين الأنهار دورو ومينهو قبل التوفيق بينهم في أوائل عام 1357، أفونسو توفي على الفور تقريبا بعد ذلك في لشبونة في شهر مايو.

## المرجع
1. ↑  English: Alphonzo or Alphonse, or Affonso (Archaic Portuguese), Alfonso or Alphonso (Portuguese-Galician) or Alphonsus (لغة لاتينية).

تحوي هذه المقالة معلومات مترجمة من الطبعة الحادية عشرة لدائرة المعارف البريطانية لسنة 1911 وهي الآن ضمن الملكية العامة.